# Антиправительственные акции в Молдове в декабре 2020 года
Антиправительственные акции в Молдавии — митинги сторонников прозападных политических сил Молдавии, продолжавшиеся с 3 по 22 декабря 2020 года.

## Предпосылки
После оглашения итогов выборов президента Молдовы, на которых победила проевропейский политик Майя Санду, бывший глава государства Игорь Додон на брифинге для журналистов призвал своих сторонников не организовывать акции протеста и поздравил Санду с победой.
Через две недели стало известно, что в парламенте республики «Партия социалистов» и депутаты партии «Шор» сформировали коалицию, которая позволила ПСРМ сохранить влияние в стране и не допустить отставки действующего правительства во главе с Ионом Кику. В начале декабря в парламенте был зарегистрирован ряд инициатив, в том числе законопроект, закрепляющий за русским статус языка межнационального общения, подчинение единственной спецслужбы республики — Службы информации и безопасности — парламенту и утверждение бюджета страны на следующий год. В ответ Санду обратилась с экстренным обращением к нации, призвав своих сторонников выйти на акции протеста.

## Ход протестов
Первая манифестация состоялась 3 декабря, в ходе которой протестующие потребовали сохранить за президентом имеющие права и обвинили Додона в узурпации власти.
Следующая (наиболее массовая) акция протеста прошла 6 декабря, в ней приняли участие представители всех оппозиционных формирований Молдовы («Действие и солидарность», «Достоинство и правда», «Наша партия», «Демократическая партия» и др), а также румынские националисты, которые пришли на манифестацию с национальными флагами Румынии. По оценкам правоохранительных органов, в протесте приняли участие 5000 человек. По итогам участники мероприятия приняли резолюцию, в которой потребовали отставки правительства и досрочных парламентских выборов.
После прошедшей (6 декабря) манифестации другие оппозиционные политики Молдовы Ренато Усатый («Наша партия») и А.Нэстасе («Достоинство и правда») также объявили о проведении акций своих сторонников, однако митинги не состоялись.
Одновременно с манифестациями, на которых выдвигались преимущественно политические требования, в Кишиневе в декабре прошли акции молдавских производителей сельскохозяйственной продукции, организованные Национальной федерации фермеров вместе с координационным комитетом сельхозпроизводителей. Участники выступили против повышения НДС, фермеры уверены, что такая мера властей приведет, скорее, к разорению предпринимателей, а не увеличению доходов бюджета. 16 декабря протестующие производители сельскохозяйственной продукции попытались прорваться в здание молдавского парламента — полицейские применили слезоточивый газ для разгона демонстрации.

## Реакция общественности
Выступления молдавской оппозиции проходят на фоне критической ситуации с распространением коронавируса. Ежесуточно в ноябре-декабре в Молдове выявлялось до 1673 новых случаев заболевания, что привело к нехватке коек в больницах.
Премьер-министр республики Кику призвал сторонников Санду и Додона отказаться от уличных акций для недопущения распространения коронавирусной инфекции.
Отменить уличные выступления политиков призвали и молдавские медики, которые высказали мнение, что грубое нарушение эпидемиологических требований может привести к катастрофе. С соответствующими заявлениями выступили: Татьяна Харгел, заведующая отделением городской клинической больницы и замдиректора этого же учреждения здравоохранения Денис Чернеля.